# Albanesos
Els albanesos (en albanès: Shqiptarët) són un grup ètnic que té en comú la cultura albanesa, l'albanès i els avantpassats albanesos. Són descendents dels Il·liris una tribu de la branca centum dels pobles indoeuropeus. La seva llengua deriva de l'Il·liri, tot i que hi ha gent que pensa que deriva del Traci.
La meitat de la nació albanesa viu a Albània, i l'altra meitat viu a Kosovo i a Macedònia del Nord.

## Origen
L'origen dels albanesos ha estat un problema durant molt de temps. Són gent que parlen albanès, una llengua indoeuropea. El seu vocabulari conté paraules gregues, llatines, eslaves i turques, la llengua per si, no té familiars propers vius, fent difícil la determinació d'aquesta llengua dins el tronc lingüístic paleobalcànic.